# Banstead
Banstead est une ville anglaise située dans le comté de Surrey.